# Пушава
45°59′ пн. ш. 15°47′ сх. д. / 45.98° пн. ш. 15.78° сх. д.
Пушава (хорв. Pušava) — населений пункт у Хорватії, в Крапинсько-Загорській жупанії у складі громади Кралєвець-на-Сутлі.

## Населення
Населення за даними перепису 2011 року становило 28 осіб.
Динаміка чисельності населення поселення:

## Клімат
Середня річна температура становить 10,05 °C, середня максимальна – 24,20 °C, а середня мінімальна – -6,43 °C. Середня річна кількість опадів – 1009 мм.
| Клімат поселення                              | Клімат поселення | Клімат поселення | Клімат поселення | Клімат поселення | Клімат поселення | Клімат поселення | Клімат поселення | Клімат поселення | Клімат поселення | Клімат поселення | Клімат поселення | Клімат поселення | Клімат поселення |
| Показник                                      | Січ.             | Лют.             | Бер.             | Квіт.            | Трав.            | Черв.            | Лип.             | Серп.            | Вер.             | Жовт.            | Лист.            | Груд.            |                  |
| Середній максимум, °C                         | 5,78             | 7,80             | 12,04            | 16,43            | 21,20            | 24,20            | 23,54            | 23,00            | 19,09            | 13,97            | 8,18             | 4,30             |                  |
| Середня температура, °C                       | −0,3             | 1,70             | 5,94             | 10,32            | 15,11            | 18,11            | 19,83            | 19,28            | 15,37            | 10,24            | 4,47             | 0,60             |                  |
| Середній мінімум, °C                          | −6,43            | −4,38            | −0,15            | 4,22             | 9,00             | 12,01            | 16,11            | 15,56            | 11,65            | 6,53             | 0,74             | −3,13            |                  |
| Норма опадів, мм                              | 51               | 52               | 69               | 72               | 85               | 117              | 94               | 96               | 102              | 99               | 100              | 72               |                  |
| Середньомісячна швидкість вітру, м/с          | 1.60             | 1.80             | 2.20             | 2.10             | 2.00             | 1.80             | 1.80             | 1.60             | 1.56             | 1.60             | 1.70             | 1.70             |                  |
| Середньомісячна сонячна радіація, кДж/м²·день | 4083             | 6805             | 10416            | 14791            | 18903            | 20699            | 21503            | 18750            | 13790            | 8569             | 4486             | 3246             |                  |
| --------------------------------------------- | ---------------- | ---------------- | ---------------- | ---------------- | ---------------- | ---------------- | ---------------- | ---------------- | ---------------- | ---------------- | ---------------- | ---------------- | ---------------- |
| Джерело:                                      |                  |                  |                  |                  |                  |                  |                  |                  |                  |                  |                  |                  |                  |